# 日本社会事业短期大学
日本社会事业短期大学（日语：／ Nihon Shakai Jigyo Tanki Daigaku *），是过去一所位于日本东京都涩谷区的私立短期大学。

## 概要

### 简介
- 学校法人日本社会事业学校经营之短期大学，学校最早可以追溯到1946年即创设之日本社会事业学校[1]。短期大学为于1950年开办同时招收男女学生到1957年[1]、停办于1962年[2]。

### 历史
- 1950年 日本社会事业短期大学成立并同时设置社会事业科[1]。
- 1957年 最后一年招生、次年停止招生（正式停办于1962年3月31日[2]）。

## 学校环境
- 校区：在了东京都涩谷区[注 1]

## 组织

### 学科
- 社会事业科

### 专科
| - 无 |

### 业余课程
| - 无 |

## 相关链接
- 日本短期大学列表
- 日本社会事业大学：后来校